# Eddy Edigin
Eddy Edigin (Lagos, 17 ottobre 1995) è un cestista nigeriano con cittadinanza tedesca.